# Лєцкін Михайло Олександрович
Михайло Олександрович Лєцкін (27 липня 1932, м. Орша Вітебська область, нині — Білорусь) — український літератор, літературознавець, літературний критик, письменник, мемуарист, поет, перекладач. Лауреат Всеукраїнської премії імені Івана Огієнка (2014)

## Життєпис
Михайло Олександрович Лєцкін народився 27 липня 1932 року у місті Орша Вітебської області (нині — Білорусь).
1950 року закінчив із золотою медаллю середню школу № 1 у м. Золотоноша на Черкащині, 1955 року — філологічний факультет Московського державного університету імені М. В. Ломоносова. Протягом 1955—1972 років працював у м. Тюмень вчителем-словесником, кореспондентом обласної газети «Тюменский комсомолец», викладачем кафедри російської мови педінституту. 
1968 року у Московському держуніверситеті захистив кандидатську дисертацію з проблем російської діалектології, а 1970 року став доцентом. У 1972—1996 та 1999—2014 роках працював у Житомирському державному педагогічному інституті імені Івана Франка (нині — Житомирський державний університет імені Івана Франка): 
- 1972—1977 та 1989—1996 роки — доцент кафедри російської мови (пізніше перетвореної в кафедру слов'янських і германських мов);
- 1973—1977 роки — заступник декана філологічного факультету (за сумісництвом);
- 1977—1988 роки — завідувач кафедри російської мови;
- 1999—2014 роки — доцент кафедри німецької мови факультету іноземних мов  (Навчально-наукового інституту іноземної філології), де викладав латинську мову та загальне мовознавство.

Впродовж 1997—1999 років працював у Житомирській організації Національної спілки письменників України, де й відбулася його переорієнтація з російського філолога-лінгвіста на українського філолога-літератора. Під керівництвом М. О. Лєцкіна багато випускників університету захистили дисертації, і згодом стали відомими науковцями, зокрема, доктори філологічних наук — В. У. Махпіров, Л. П. Іванова, Є. В. Волощук, Б. Я. Бегун, заслуженими діячами мистецтв, поетами, зокрема — В. Ф. Шинкарук, М. П. Пасічник. 

## Творчий доробок
Михайло Олександрович Лєцкін починав свою публічну діяльність як російськомовний літератор у Тюмені. Там ним опубліковані поетичні збірки «Мы дети Октября» (1957) та «Ритм сердца» (1959), дитячі книжечки «Мишкина шапка» (1960), «Посадила Валя лук» (1963), «Пойдем поймаем радугу!» (1965), «Карусель» (1968), перекладена з хантийської мови на російську казка Мікуля Шульгіна «Жадная мышка» (1969). 
Після переїзду до Житомира, а особливо починаючи з років праці у структурі НСПУ Михайло Лєцкін проявив себе як українськомовний літературознавець, опублікувавши серію книжок (головним чином про творчість письменників Житомирщини та про діяльність Івана Огієнка):
- «Відблиск одвічного неспокою (з творчого доробку житомирських прозаїків)» (2003);
- «Я інших не сповідую знамен! (миттєвості поетичного життя Житомирщини)» (2004);
- «Торжество сонця Івана Огієнка» (2005);
- «Доля митця не буває легкою…» (2005; у співавторстві з дружиною Валентиною Лєцкіною);
- «З глибоких і чистих витоків: літературне життя Житомирщини» (2006);
- «На берегах вічності (літературно-мистецькі розвідки)» (2008);
- «Обереги української духовності (письменники Житомирщини у всеукраїнському контексті)» (2009);
- «Пройтися по лезу часу (Житомирщина в письменницькому вимірі)» (2010);
- «Щоб прихилити небо до подвигу звитяжців. (Січ Тараса Бульби в Олевську)» (2010);
- «Життя сконцентрована суть (письменницька палітра Житомирщини)» (2011);
- тритомник «Письменники на життєвому шляху Івана Огієнка (митрополита Іларіона): до 130-річчя від дня народження та 40-річчя світлої пам'яті Великого Українця» (2012—2013; Премія імені Івана Огієнка 2014);
- «Іван Огієнко (митрополит Іларіон) у гроні сучасників-шевченкознавців» (2014);
- «Коли народ бореться за свою державу, мусимо вживати такого авторитету, як арх. Іларіон… (ОУН-УПА та Іван Огієнко)» (2017);
- «Яскрава зірка гуманітарного світу (філологічний семінарій Володимира Перетца)» (2017);
- «Золотоніські спогади (спалахи пам'яті про далекі шкільні роки)» (2017);
- «Журнали Івана Огієнка (митрополита Іларіона) та український літературний процес 30-х—60-х років XX ст.» (2018);
- «Мови в житті та науково-релігійній діяльності Івана Огієнка (митрополита Іларіона)» (2018);
- довідковий путівник «Географічні обшири України в контексті письменницьких зв'язків Івана Огієнка (Митрополита Іларіона)» (2018).

Своєю розшифровкою та перекладом на українську мову двох рукописних латинськомовних документів М. О. Лєцкін допоміг професорові Миколі Тимошику зробити важливий висновок про зародження книгодрукування в Україні на століття раніше до діяльності Івана Федорова. 
Михайло Олександрович Лєцкін є редактором або літературним редактором наступних видань: 
- О. Опанасюк. Трійця з передпілля Києва. Оповідки літеральні (1999);
- О. Опанасюк. Чи затишно пані провінції в Житомирі? З буднів письменницького голови (2000);
- О. Опанасюк (молодший). Плуг і ярмо: дещо дотичне наших предтеч, великих українців Івана Огієнка та нашого сучасника В'ячеслава Чорновола (2003);
- О. Опанасюк. Не рань траву…: оповідки, есе, споминки (2003);
- Вісник Комітету у справах премії імені Івана Огієнка. — Вип. 2 (2007);
- «Косень». — № 1—7 (2007);
- О. Оланасюк. Січ Тараса Бульби в Олевську. Війна і фата: повісті (2008);
- М. Савенець. Дорогами долі (2020);
- Л. Добровольська. Йде Любов по світі (2021).

М. Лєцкіна-мемуариста репрезентує його книжка «Золотоніські спогади (спалахи пам'яті про далекі шкільні роки)» (2017), М. Лєцкіна-лінгвіста — «Словарь русских народных говоров Среднего Урала. — Т. 1» (1964; у співавторстві), «Русские говоры Зауралья» у трьох частинах (1971; у співавторстві), навчально-методичні посібники «Латинська мова» (2005 та 2007).